# Keeper
Keeper és una aplicació de gestió de contrasenyes i la cartera digital creada per Keeper Security que emmagatzema contrasenyes de pàgines web de botigues, informació financera i altres documents mitjançant un xifrat AES de 256 bit, arquitectura de coneixement zero i autenticació de dos factors.
El 2018, Keeper va ser nomenada «Millor gestor de contrasenyes» per PC Mag i va ser nominada a l'elecció d'editors amb una puntuació excel·lent. Keeper va ser catalogat com a «Millor aplicació de seguretat» per la Tom's Guide.

## Característiques
A Keeper s'hipoden sincronitzar arxius i contrasenyes, amb còpies de seguretat en el núvol, un xifrat AES de 256 bit derivat de la contrasenya mestra de l'usuari, usant PBKDF2. Cada registre en la cartera privada de l'usuari està xifrat i s'emmagatzema amb una clau única. Keeper també soluciona el problema de fatiga de contrasenya, autoemplenant els camps d'inici de sessió i contrasenyes amb informació emmagatzemada. Es poden compartir contrasenyes entre usuaris de Keeper mitjançant el xifrat RSA de 2048 bit.
Una característica anomenada «Keeper ADN» proporciona una autenticació de múltiples factors entre dispositius, com un smartwatch, per a verificar la identitat d'un usuari en iniciar sessió.
BreachWatch és una característica que controla que no es robin contrasenyes i notifica l'usuari dins del seu perfil.
KeeperChat, és una plataforma de missatgeria segura publicada al març de 2018, amb xifratge de missatges, autodestrucció, retracció i autenticació de dos factors.
Keeper és de franc per a emmagatzemar contrasenyes en un dispositiu i hi ha disponible una subscripció anual opcional amb sincronització entre dispositius.
Keeper va preinstal·lat en els dispositius Orange Dive 70, telèfons Samsung, Amèrica Mòbil i la majoria de telèfons Android. Al gener de 2015, Keeper vaig tenir més de 9 milions d'usuaris registrats i funcionava amb més 3 000 companyies. Keeper està disponible per a descarregar en Android, iOS, Windows, Mac, Windows Phone, Linux, Kindle i Recoveco, a més està disponible com a extensió de navegador per a IE, Chrome, Firefox, Safari i Òpera. Keeper també és a Microsoft Edge.

## Història
Keeper Security es va fundar el 2009 per Darren Guccione i Craig Lurey en un viatge de negocis a la Xina. El 15 de maig de 2019 l'empresa tenia 145 empleats a Chicago, Califòrnia del Nord, Cork i Irlanda.